# Cień słońca
Cień słońca – młodzieżowa powieść autorstwa Jana Piepki wydana w 1984. Była ostatnią powieścią autora.
Akcja powieści rozgrywa się w okresie wakacyjnym w nieokreślonej wsi kaszubskiej nieopodal Wejherowa. Grupa dzieci (Lita-Siwa, Isia, Ludka, Ola-Kleja, Helka-Lenka, Sławek-Sławny, Antoś-Bożek, Piotr-Kolumb, Karolek-Fufaja, Jurek-Gryps, Zbyszek-Faraon oraz maluchy: Bartek-Oczywisty i Marcin-Nytk) w towarzystwie wilczura-bohatera Torbusa (inwalidy), który uratował z pożaru dwójkę dzieci, natrafiają na tajemniczy list datowany na 16 lipca 1944, schowany w butelce i umieszczony w konarach starej wierzby. List doprowadza ich do ziemianki z czasów II wojny światowej, w której odnajdują Zielony Notes – pamiętnik napisany przez chłopca o imieniu Franek (Frank) w czasie wojny. Wydarzenia opisane w notesie doprowadziły ostatecznie jego rodzinę na śmierć w Lasach Piaśnickich. W odkrywaniu tajemnic wojennych grupie przyjaciół pomagają: Tuborski-Parasolnik (muzealnik), pani Pisarka (Sabiniarska) z gazety i Stark, miejscowy chłop władający językiem kaszubskim i pamiętający hitlerowski terror i wydarzenia w Piaśnicy. Powieść zapoznaje czytelników nie tylko z najnowszą historią Kaszub, ale też z ich przyrodą (ruchome wydmy koło Czołpina) i legendami (np. o Stolemach). Mimo że opisane w powieści wydarzenia mają miejsce około 1980 roku, to jednak autor dowodzi, że pamięć o zbrodniach wojennych jest ciągle żywa wśród mieszkańców kaszubskich wiosek, zwłaszcza starszych wiekiem. 
Cień słońca jest luźną kontynuacją powieści Torbus i reszta zgrai.